# Pomatosace filicula
Androsace filicula là một loài thực vật có hoa trong họ Anh thảo. Loài này được Maxim. miêu tả khoa học đầu tiên năm 1881.